# Loherberg
Loherberg ist ein Ortsteil der Gemeinde Feldkirchen-Westerham und hat 10 Einwohner (Stand 31. Dezember 2004). Die Einöde liegt auf einer Höhe von 575 m ü. NN östlich des Ortsteils Feldkirchen. Aus dem Jahr 1752 stammt ein Nachweis über Locherberg mit 2 Anwesen.
Koordinaten: 47° 54′ N, 11° 52′ O